# Dineutus australis
Dineutus australis es una especie de escarabajo del género Dineutus, familia Gyrinidae. Fue descrita científicamente por Fabricius en 1775.
Habita en Australia, Japón, Tailandia, China, Nueva Caledonia, Fiyi, Indonesia, Filipinas y Vanuatu.